# Crema
Crema est une commune italienne de la province de Crémone dans la région de Lombardie en Italie.

## Histoire récente
En 1797, elle devient capitale d'un État éphémère, la République crémasque.
En 1859, Crema est, comme le reste de la Lombardie, annexée au royaume de Sardaigne, qui devient le royaume d'Italie en 1861.
En 1862, elle devient une station de la ligne de chemin de fer Treviglio-Crémone, également desservie, à partir de 1880, par le tramway à vapeur longue distance Lodi-Crema-Soncino (supprimé en 1931).
En 1875, sont annexés à la municipalité de Crema le hameau Molini di Porta Nuova et le village de San Bernardino, pris de la municipalité homonyme.
En 1928, sont annexées les municipalités d'Ombriano, San Bernardino et de Santa Maria della Croce.

## Cuisine
- Les Tortelli cremaschi (it) (turtèi, en dialecte local) sont une spécialité culinaire, faite avec une garniture sucrée, constituée de grana padano, d'amaretti, de raisins secs et de citron confit, ainsi que d'un biscuit épicé typique, le mostaccino.
- Le pipèto (it) est un plat typique pauvre, généralement consommé en hiver.
- La torta Bertolina (it), un gâteau aux raisins, et la spongarda (it) sont des gâteaux typiques, mangés toute l'année.
- Durant le carnaval on prépare les chisöi ou chisoulì, des boules faites avec une pâte contenant des zestes de citron, des raisins secs, des pommes et du saindoux.

## Administration
| Période                                  | Période      | Identité          | Étiquette           | Qualité |
| ---------------------------------------- | ------------ | ----------------- | ------------------- | ------- |
| 7 mai 2012                               | 26 juin 2022 | Stefania Bonaldi  | Partito Democratico |         |
| 26 juin 2022                             | au bureau    | Fabio Bergamaschi | Partito Democratico |         |
| Les données manquantes sont à compléter. |              |                   |                     |         |

### Hameaux
Santo Stefano, Mosi, Vergonzana, Ombriano, Sabbioni, Santa Maria della Croce, San Carlo, Crema Nuova, Porta Nova, SS Trinità, San Bernardino, Castelnuovo, San Giacomo

### Communes limitrophes
Bagnolo Cremasco, Campagnola Cremasca, Casaletto Vaprio, Capralba, Capergnanica, Chieve, Cremosano, Izano, Madignano, Offanengo, Pianengo, Ricengo, Ripalta Cremasca, Trescore Cremasco

## Monuments religieux
- La cathédrale de Crema (il duomo)
- Le sanctuaire Sainte-Marie-de-la-Croix
- L'église paroissiale de saint Jacques
- L'église paroissiale de saint Pierre apôtre
- L'église paroissiale de la Trinité

## Personnalités
- Giovanni Giacomo Barbelli (it) (1604-1656), peintre
- Giovanni Bottesini (1821-1889), compositeur
- Ferdinando Cazzamalli (1887-1958), médecin neuropsychiatre né à Crema
- Carlo Martini (1908-1958), peintre
- Beppe Severgnini (1956-), écrivain et journaliste
- Giovanni Cesare Pagazzi (1965-), archevèque
- Andrea Marcolongo (1987-), écrivain et journaliste

## Galerie de photos

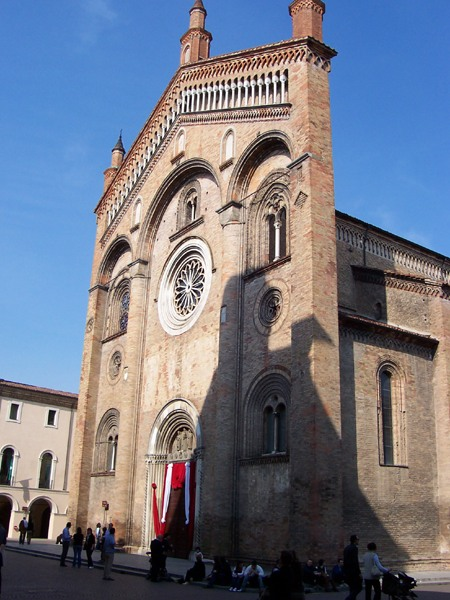
Le dôme.
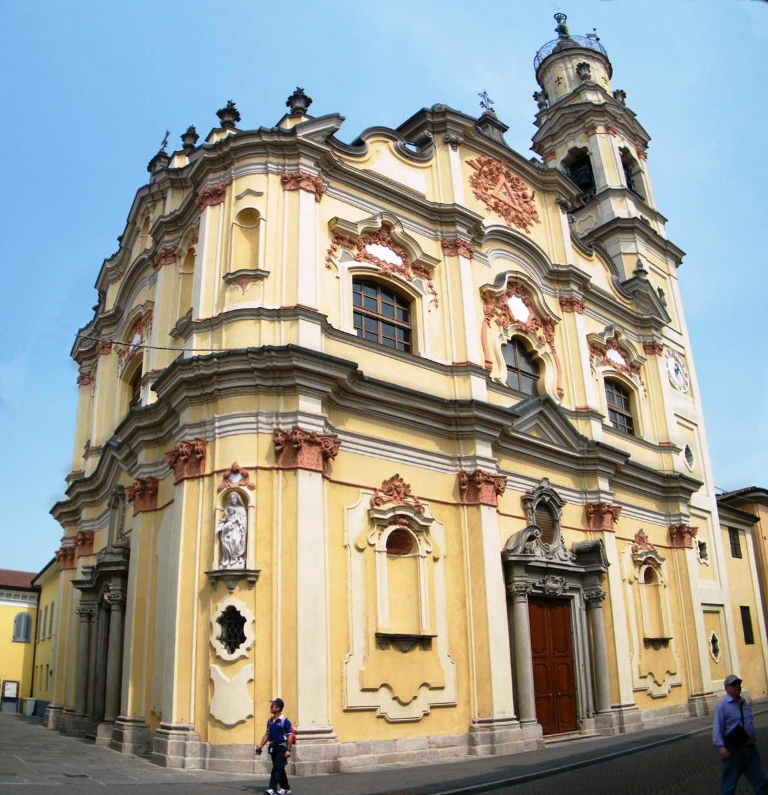
Façade de l'église de la Trinité.
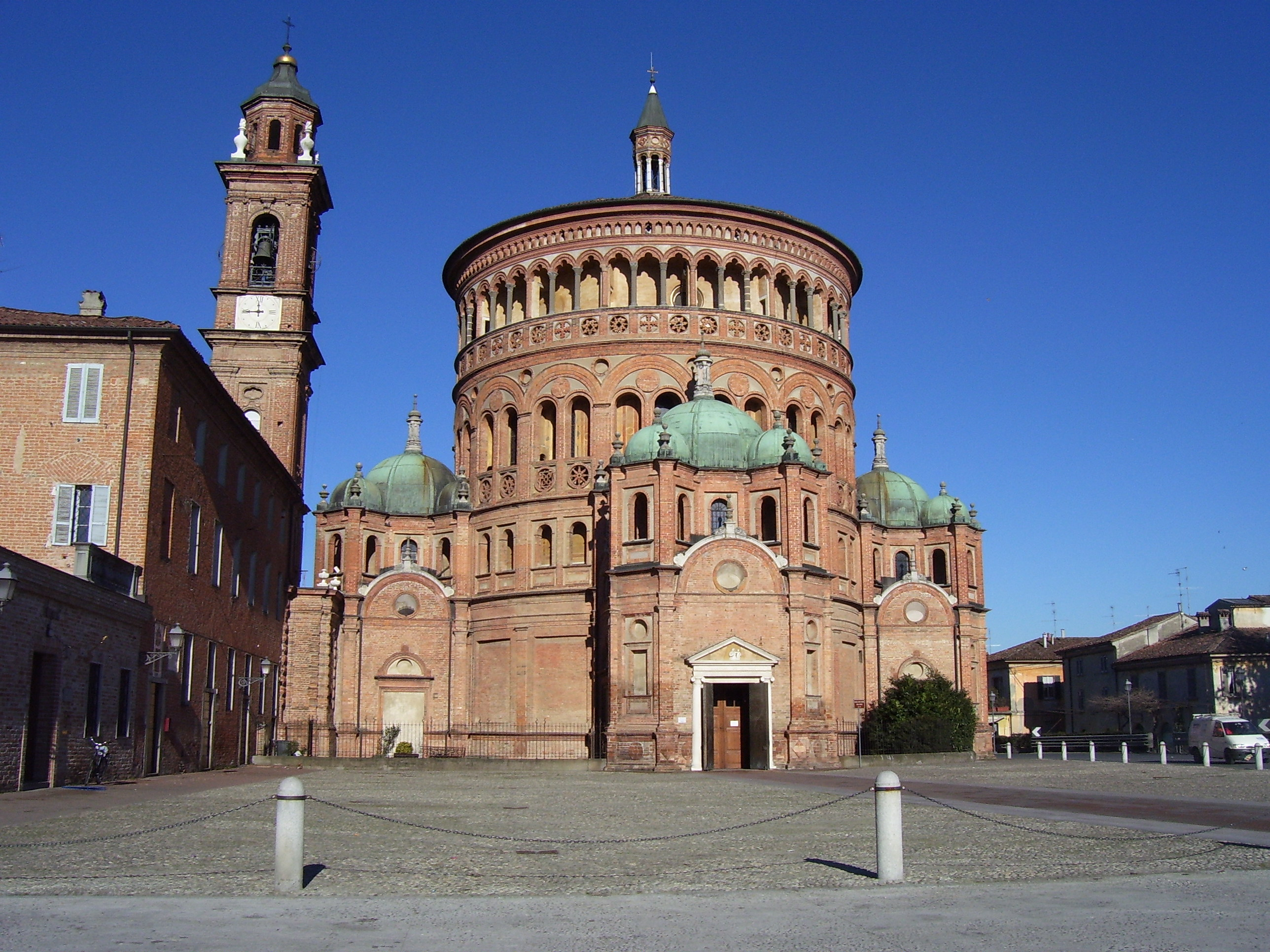
Façade de l'église de sainte Marie de la Croix.
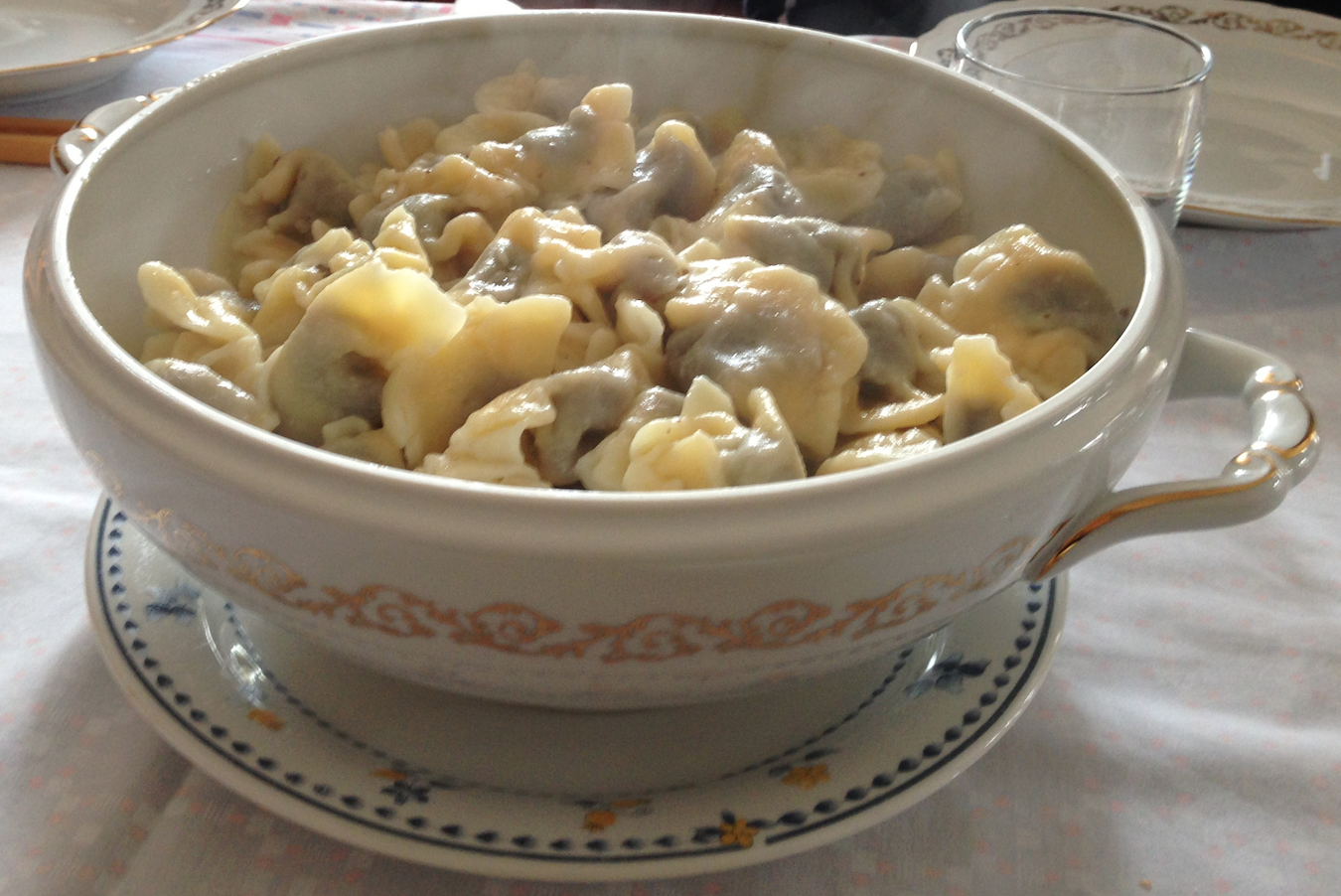
Un plat de Tortelli cremaschi.